# Freycinetia biloba
Freycinetia biloba är en enhjärtbladig växtart som beskrevs av Benjamin Clemens Masterman Stone. Freycinetia biloba ingår i släktet Freycinetia och familjen Pandanaceae. Inga underarter finns listade.